# (13164) 1995 VF
(13164) 1995 VF  es un asteroide perteneciente al cinturón  de asteroides, descubierto el 1 de noviembre de 1995 por Takao Kobayashi desde el Observatorio de Ōizumi, en Japón.

## Designación y nombre
Designado inicialmente como 1995 VF.

## Características orbitales
(13164) 1995 VF orbita a una distancia media del Sol de 2,300 ua, pudiendo acercarse hasta 1,992 ua y alejarse hasta 2,607 ua. Tiene una excentricidad de 0,134 y una inclinación orbital de 6,141° grados. Emplea en completar una órbita alrededor del Sol 1273,92 días.
Pertenece a la familia de asteroides de (4) Vesta.

## Características físicas
Su magnitud absoluta es 14,88. Tiene 2,879 km de diámetro. Su albedo se estima en 0,308.